# Ludwig Sievers Stiftung
Die Ludwig Sievers Stiftung ist eine „Stiftung zur Förderung der wissenschaftlichen Forschung über Wesen und Bedeutung der freien Berufe“ mit Sitz in Hannover.

## Geschichte
Die Ludwig Sievers Stiftung wurde von Ludwig Sievers, dem damaligen Präsidenten der Ärztekammer Niedersachsen und 1. Vorsitzender der Kassenärztliche Bundesvereinigung, an seinem 70. Geburtstag (27. März 1957) mit dem Namen „Stiftung zur Förderung der wissenschaftlichen Forschung über Wesen und Bedeutung der freien Berufe“ in Hannover gegründet. Seit dem 80. Geburtstag trägt sie den Namen des Stifters. Sie fördert in einer Schriftenreihe Arbeiten auf dem Gebiet der freien Berufe und unterstützt junge Wissenschaftler, ferner vergibt sie Fördermittel für Gutachten.

## Aufgaben der Stiftung
Stiftungsaufgabe ist die Förderung der wissenschaftlichen Forschung über das Wesen und die Bedeutung der Freien Berufe, insbesondere durch:
- Förderung von Autoren, die in Fremdverlagen publizieren
- Herausgabe einer eigenen Schriftenreihe[1][2][3][4]
- Veranstaltung von Symposien[5]
- Vergabe des Ludwig-Sievers-Preises
- Vergabe der Ludwig-Sievers-Medaille

## Organe der Stiftung
Organe der Stiftung (Stand 2018) sind:
- das Kuratorium (Mark Barjenbruch, Marcus Mollnau, Herbert Schiller, Karsten Vilmar)
- der Vorstand (Horst Dieter Schirmer (Vorsitzender), Bernhard Rochell)

## Ludwig-Sievers-Preis
Der Ludwig-Sievers-Preis wird von der Ludwig Sievers Stiftung in unregelmäßigen Abständen für die beste wissenschaftliche Arbeit auf dem Forschungsgebiet der Freien Berufe vergeben. Preisträger sind:
- Fritz Rittner
- Gerhard Gänsslen
- Karl Heinz Weis

## Ludwig-Sievers-Medaille
Die Ludwig Sievers Stiftung zeichnet Persönlichkeiten, die sich um die Freien Berufe in ganz besonderer Weise verdient gemacht haben, auf der Grundlage eines von ihr erlassenen Statuts mit der Ludwig-Sievers-Medaille aus. Träger der Ehrenmedaille sind
| Jahr | Preisträger           |
| ---- | --------------------- |
| 1962 | Theodor Heuss         |
| 1972 | Friedrich Voges       |
| 1980 | Volrad Deneke         |
| 1982 | Werner Zeller         |
| 1988 | Jürgen W. Bösche      |
| 2011 | Ulrich Oesingmann     |
| 2019 | Horst Dieter Schirmer |